# James D. Weaver
James Dorman Weaver (* 27. September 1920 in Erie, Pennsylvania; † 15. November 2003 in Sterling, Virginia) war ein US-amerikanischer Politiker. Zwischen 1963 und 1965 vertrat er den Bundesstaat Pennsylvania im US-Repräsentantenhaus.

## Werdegang
James Weaver besuchte die öffentlichen Schulen seiner Heimat und danach von 1938 bis 1941 das Erie Conservatory of Music sowie die Syracuse University im Staat New York. In seiner Jugend arbeitete er auf Farmen und spielte als Musiker in verschiedenen Orchestern. Nach einem Medizinstudium an der University of Pennsylvania in Philadelphia und seiner Zulassung als Arzt diente er ab 1946 als Hauptmann im medizinischen Dienst der US Army. In den Jahren 1947 und 1948 war er in Korea stationiert. Von 1948 bis 1962 praktizierte er als privater Mediziner in seiner Heimatstadt Erie. 1961 gehörte er einer vom Präsidenten eingesetzten Kommission zu Fragen des Alterns an (White House Conference on Aging). Von 1960 bis 1962 arbeitete er für die Behörde Pennsylvania Bureau of Vocational Rehabilitation.
Politisch schloss sich Weaver der Republikanischen Partei an. Bei den Kongresswahlen des Jahres 1962 wurde er im 24. Wahlbezirk von Pennsylvania in das US-Repräsentantenhaus in Washington, D.C. gewählt, wo er am 3. Januar 1963 die Nachfolge von Carroll D. Kearns antrat. Da er im Jahr 1964 nicht bestätigt wurde, konnte er bis zum 3. Januar 1965 nur eine Legislaturperiode im Kongress absolvieren. Diese war von den Ereignissen der Bürgerrechtsbewegung geprägt. Außerdem begann damals der Vietnamkrieg.
Nach dem Attentat auf John F. Kennedy war James Weaver medizinischer Berater der Warren-Kommission, die den Tod des Präsidenten untersuchte. Nach dem Ende seiner Zeit im US-Repräsentantenhaus diente er zwischen 1965 und 1963 in der US Air Force, in der er bis zum Oberst aufstieg. Er starb am 15. September 2003 in Sterling und wurde auf dem Nationalfriedhof Arlington beigesetzt.